# Mohammad Khakpour
Mohammad Khakpour - em persa: محمد خاکپور (Teerão, 20 de fevereiro de 1969) é um ex-futebolista iraniano que atuou como zagueiro. Aposentou-se oficialmente dos gramados em 2000.
Serviu a Seleção Iraniana na Copa do Mundo de 1998. Na ocasião, os iranianos foram eliminados ao terminarem sua campanha durante a fase de grupos na 3ª colocação, não logrando classificar-se para as oitavas-de-final do torneio.